# Eldar og Nigar
Eldar og Nigar, også kendt som Eli & Nikki er en aserbajdsjansk popduo  bestående af sangerne Eldar Qasımov og Nigar Camal. De vandt Eurovision Song Contest 2011 den 14. maj 2011 for Aserbajdsjan med deres bidrag "Running Scared", hvilket var landets første sejr i konkurrencen. Selvom Camal repræsenterede Aserbajdsjan, så bor hun til dagligt i London.